# Acharapakkam
Acharapakkam (o Achcharapakkam, Acharapokam) è una suddivisione dell'India, classificata come town panchayat, di 9.013 abitanti, situata nel distretto di Kanchipuram, nello stato federato del Tamil Nadu. In base al numero di abitanti la città rientra nella classe V (da 5.000 a 9.999 persone).

## Geografia fisica
La città è situata a 12° 25' 0 N e 79° 49' 0 E e ha un'altitudine di 53 m s.l.m..

## Società

### Evoluzione demografica
Al censimento del 2001 la popolazione di Acharapakkam assommava a 9.013 persone, delle quali 4.491 maschi e 4.522 femmine. I bambini di età inferiore o uguale ai sei anni assommavano a 937, dei quali 491 maschi e 446 femmine. Infine, coloro che erano in grado di saper almeno leggere e scrivere erano 6.553, dei quali 3.663 maschi e 2.890 femmine.